# Замок Лібенфельс
Замок Лібенфельс (нім. Burg Liebenfels) — замок, розташований у громаді Лібенфельс округу Санкт-Файт-ан-дер-Глан федеральної землі Каринтія (Австрія).

## Історія

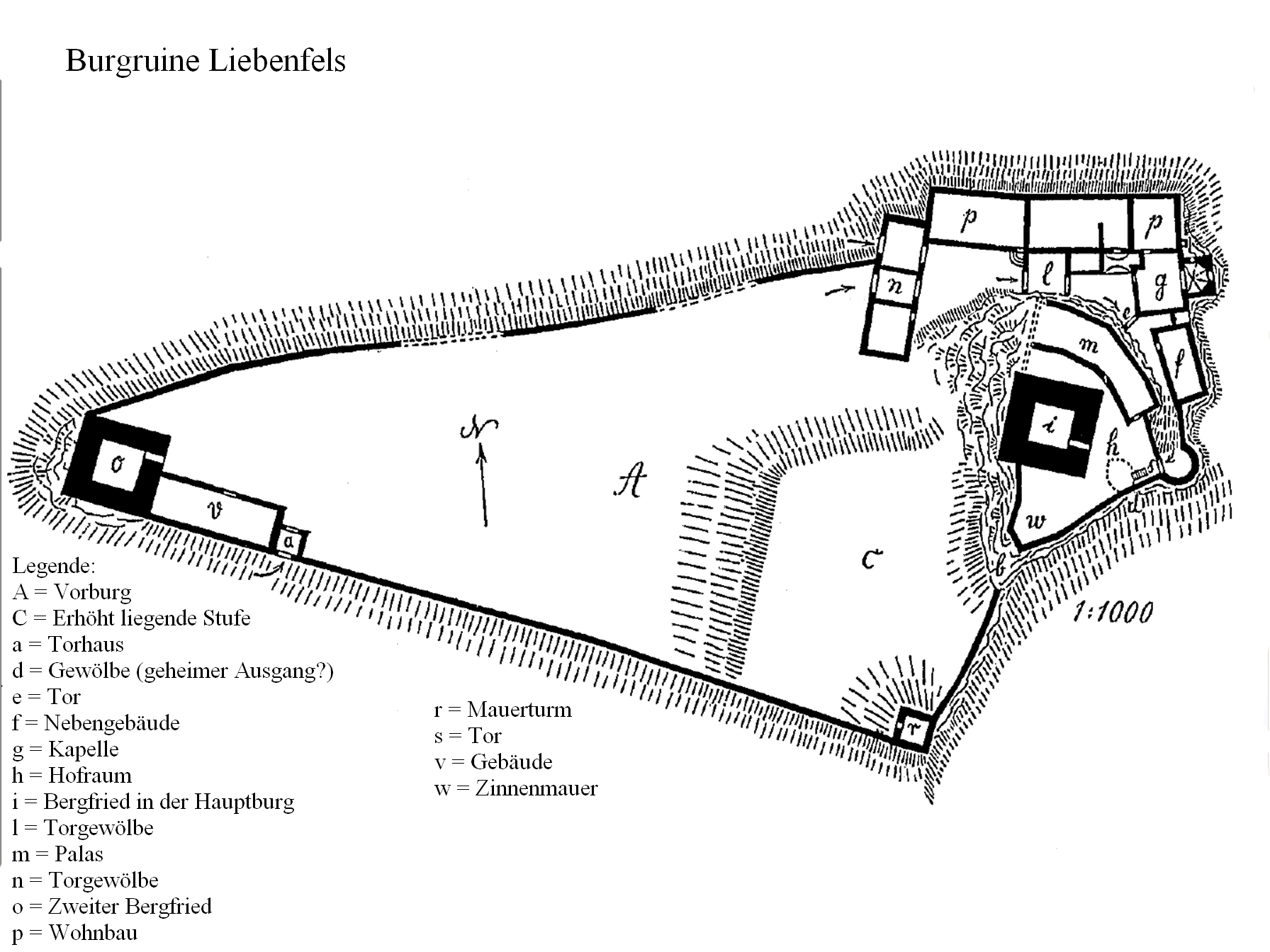
Схема замку

Замок носив сліди архітектурних стилів від романського до Ренесансу. Перша згадка походить з 1312 р. Впродовж 1484–1490 роках ним володіли угорці і частково зруйнували. Топограф Янез Вайкард Вальвазор зобразив його у 1690 році майже покинутим.
В основі цитаделі замку була шестиярусна вежа з вузьким житловим корпусом. Дещо нижче розміщені ренесансні житлові будівлі, каплиця Біля замкової брами розташована друга 4-ярусна вежа. Замковий двір оточено готичним муром з бійницями.